# Félix Arias Goytre
Félix Arias Goytre és un arquitecte urbanista espanyol.
Va estar al capdavant de la Direcció general d'Urbanisme de la Comunitat de Madrid entre 1983 i 1991. Va ser candidat al número 14 de la llista del Partit Socialista Obrer Espanyol (PSOE) per a les eleccions municipals de 2003 a Madrid i va resultar escollit regidor de l'Ajuntament de Madrid, on va exercir de portaveu d'Urbanisme, Habitatge i Infraestructures del Grup Municipal Socialista. Després de la seva sortida el juny de 2007 del consistori de la capital espanyola va ser nomenat el juliol de 2007 director general de l'Entitat Pública Empresarial de Sòl (SEPES); el novembre de 2010, el Consell de Ministres va aprovar el seu nomenament com a director general de Sòl i Polítiques Urbanes.
Arias, que ha col·laborat amb la Plataforma Zona Norte, Plataforma pel Dret a la Ciutat, la Federació Regional d'Associacions de Veïns de Madrid i Ecologistes en Acció, va ser considerat un dels actors més actius en contra de l'Operació Chamartín. El març de 2019 es va anunciar la seva inclusió dins de les files de Bancada Municipalista, que llavors es trobava negociant una coalició amb Esquerra Unida-Madrid i Anticapitalistes per a les eleccions municipals de 2019 a Madrid, i en la qual es determinaria la composició de la llista mitjançant primàries obertes.

## Premis
- Premi Nacional d'Urbanisme (1979, 1980 i 1983)[4]